# بسكارا

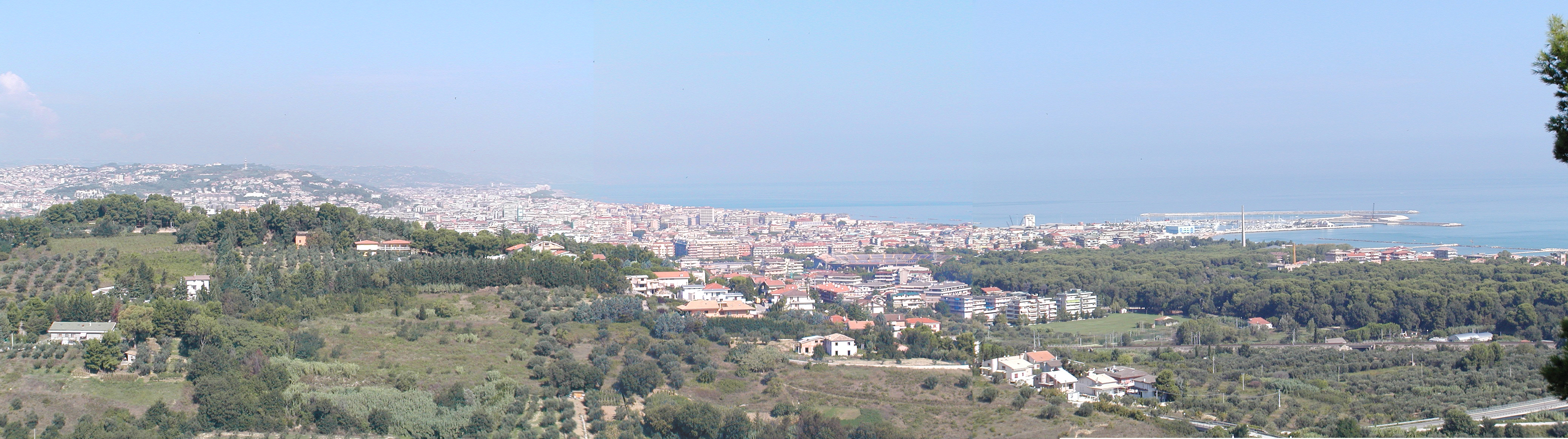
جنوب بسكارا

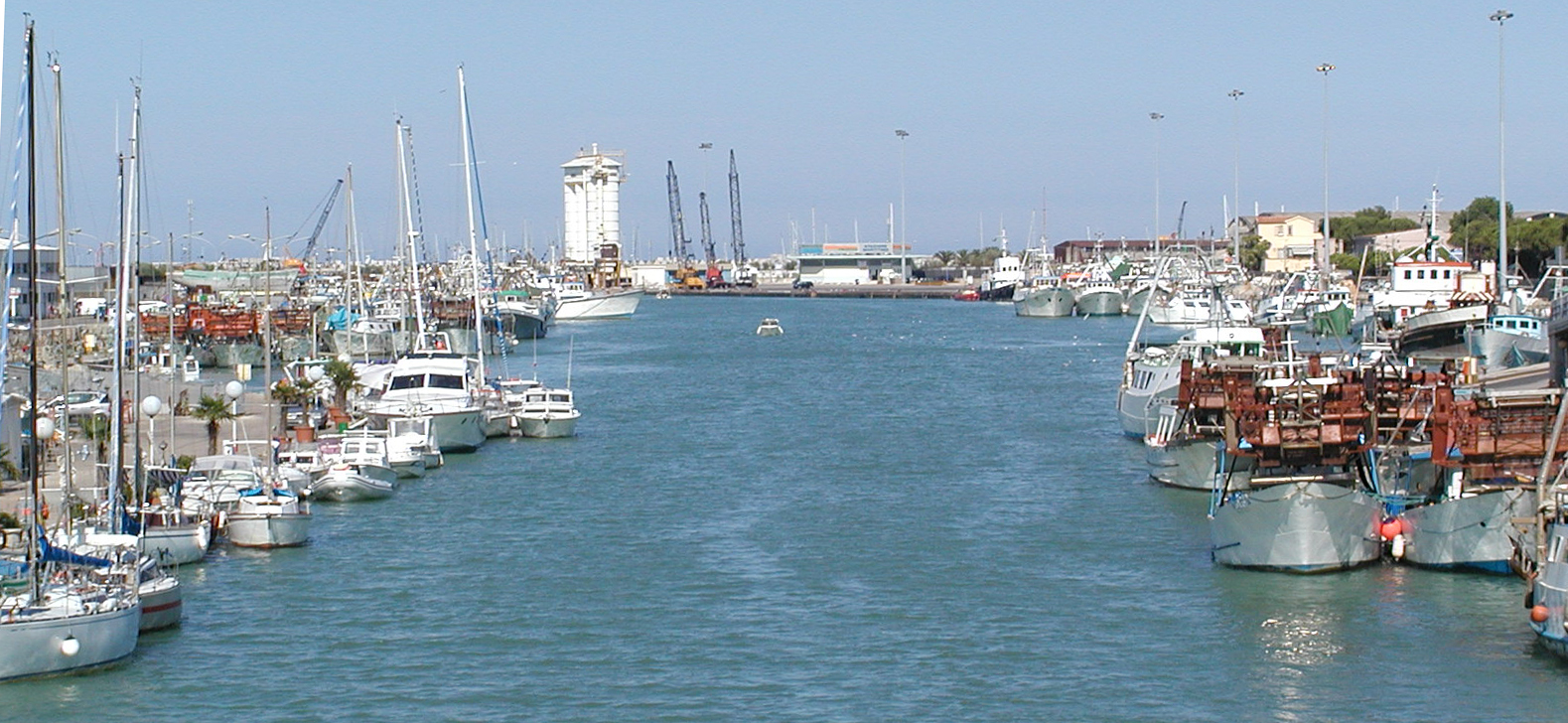
الميناء في أغسطس حين يحظر الصيد

بسكارة أو بشكارة أو بسكارا (بالإيطالية: Pescara)‏، مدينة في وسط إيطاليا على البحر الأدرياتي ضمن إقليم أبرُتسة وهي عاصمة مقاطعة بسكارا سكانها 122.363 نسمة. يقسم نهر بسكارا المدينة إلى قسمين.
أعيد توحيدها في عام 1926 بالاتحاد بين جانب بسكارا وهو شطر المدينة جنوب نهر بسكارا (من جهة مقاطعة كييتي)، وجانب كاستيلاماري أدرياتيكو وهو شطر المدينة شمال نهر بسكارا (من جهة مقاطعة تِرامة) في مدينة واحدة وهي بسكارا الحالية. الشاعر غابرييلي دانونسيو الذي ولد هنا كانت الراعي الرئيسي لإنشاء المدينة الجديدة.

## السكان
في سنة 1861 بلغ عدد السكان 9٬449 نسمة، وتطور العدد ليصل في سنة 2011 لـ 117٬166 نسمة.
يظهر هذا المخطط البياني تطور النمو السكاني لـ بسكارا

## التاريخ
سبقت أصول بسكارا الغزو الروماني. وكان اسم كل من المدينة القديمة والنهر أتيرنوم Aternum : وكانت مرتبطة مع روما من خلال طريق كلاوديا فاليريا وطريق تيبورتينا. المبنى الرئيسي كان المعبد جوفيس أتيرنيوم Jovis Aternium. وكانت المدينة ميناء هاما للتجارة مع المقاطعات الشرقية من الامبراطورية.
في القرون الوسطى دمرها اللومبارديون (عام 597). وفي تلك المناسبة اتهم أسقف المدينة سيتيوس (القديس بسكارا الحالي) بالتآخي مع النصارى اليونانيين (حيث كان اللومبارديون أريانيين)، وألقي به من الجسر الرخامي وعنقه مربوطة إلى حجر. 

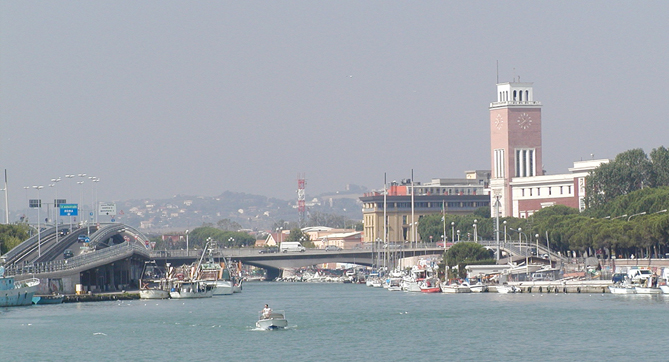
ميناء بسكارا.

في عام 1095 كانت بسكارا مدينة غنية مع مجموعة هامة من المعالم والكنائس. عام 1140 استولى عليها روجر الثاني ملك صقلية، مما أدى فيما بعد إلى دمارها على يد جيوش اجتاحت مملكة صقلية، وقد ذكر اسم بيسكاريا Piscaria («غنية بالسمك») لأول مرة في هذه الفترة. بعد ذلك حكم بسكارا عدة سادة، من ضمنهم راينالدو أورسيني ولودوفيكو سافويا وفرانشيسكو دل بورغو النائب الملك لاديسلاس، الذي بنى القلعة والبرج.
كان الحكام اللاحقين هم آل دافالوس. في عام 1424 مات هنا الكوندوتييرو الشهير موزيو أتيندولو. والمغامر الأخر جاكومو كالدوري استولى على المدينة بين عامي 1435 و1439. في السنوات التالية تعرضت بسكارا لاعتداءات متكررة من قبل البنادقة، ولاحقا كانت جزءا من مملكة نابولي الإسبانية، وتحولت إلى قلعة ضخمة.
في عام 1566 حاصرتها 105 سفن شراعية عثمانية. فقاومت بشراسة ولم يفلح العثمانيون في اقتحامها.
و في بداية القرن الثامن عشر كان سكان بسكارا حوالي 3,000 نسمة نصفهم يعيشون في جانب كاستيلاماري. في عام 1707 هاجمتها القوات النمساوية تحت قيادة دوق واليس: وقاومت المدينة بقيادة جوفاني جيرولامو الثاني أكوافيفا لمدة شهرين قبل استسلامها.

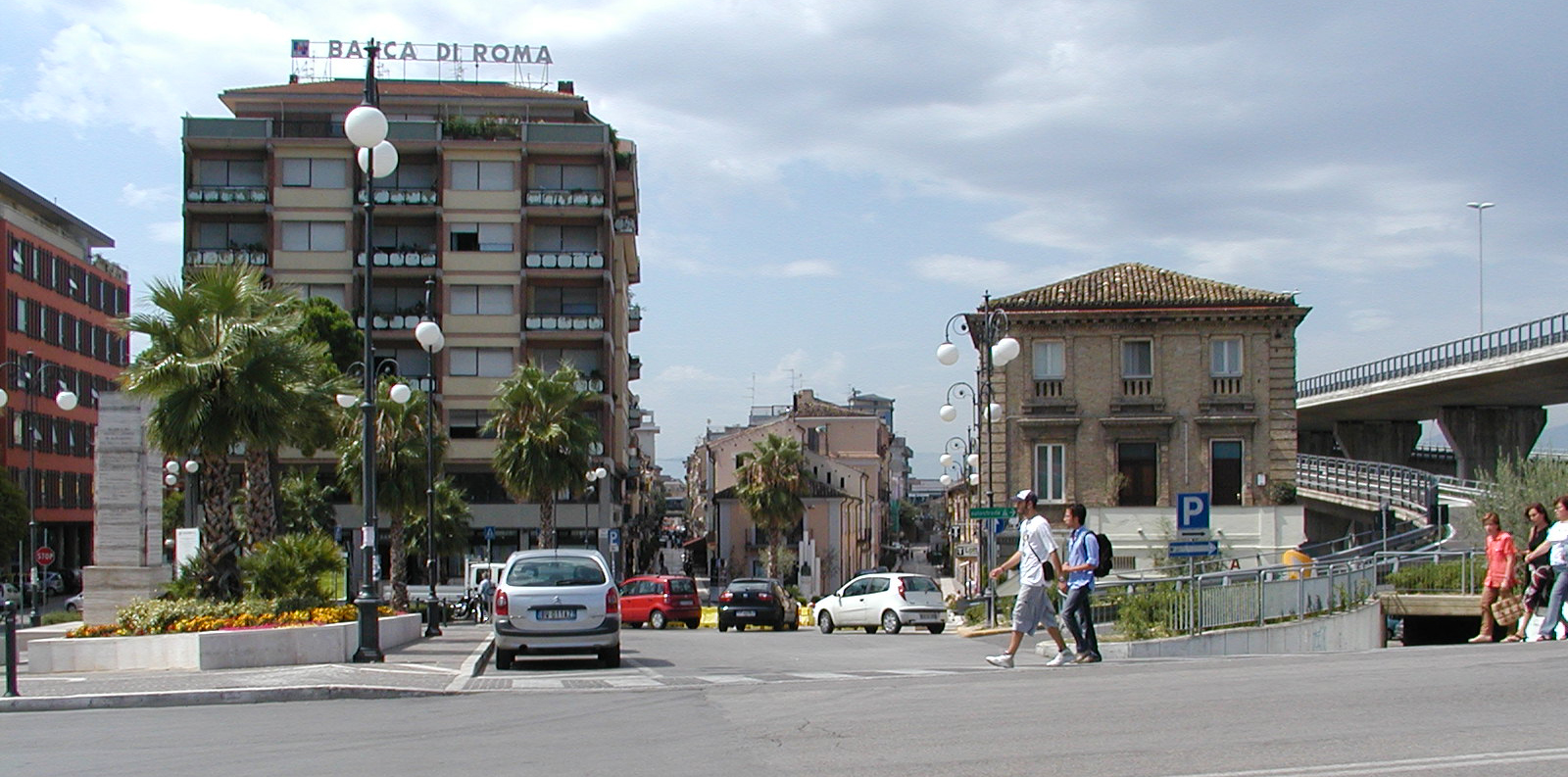
قسم من البلدة القديمة

كانت بسكارا دائما جزءا من مملكة نابولي، بصرف النظر عن العمر القصير لجمهورية نابولي (1798-1799). لذا هاجم المدينة جوزيبي برونيو الموالي لآل بوربون. سقطت بسكارا عام 1800 في يد القوات الفرنسية، فأصبحت جزءا هاما من معاقل الجيش في عهد جوزيف بونابرت. كاستيلاماري وقد بلغ سكانها الآن 3,000 نسمة، أصبحت بلدية منفصلة.

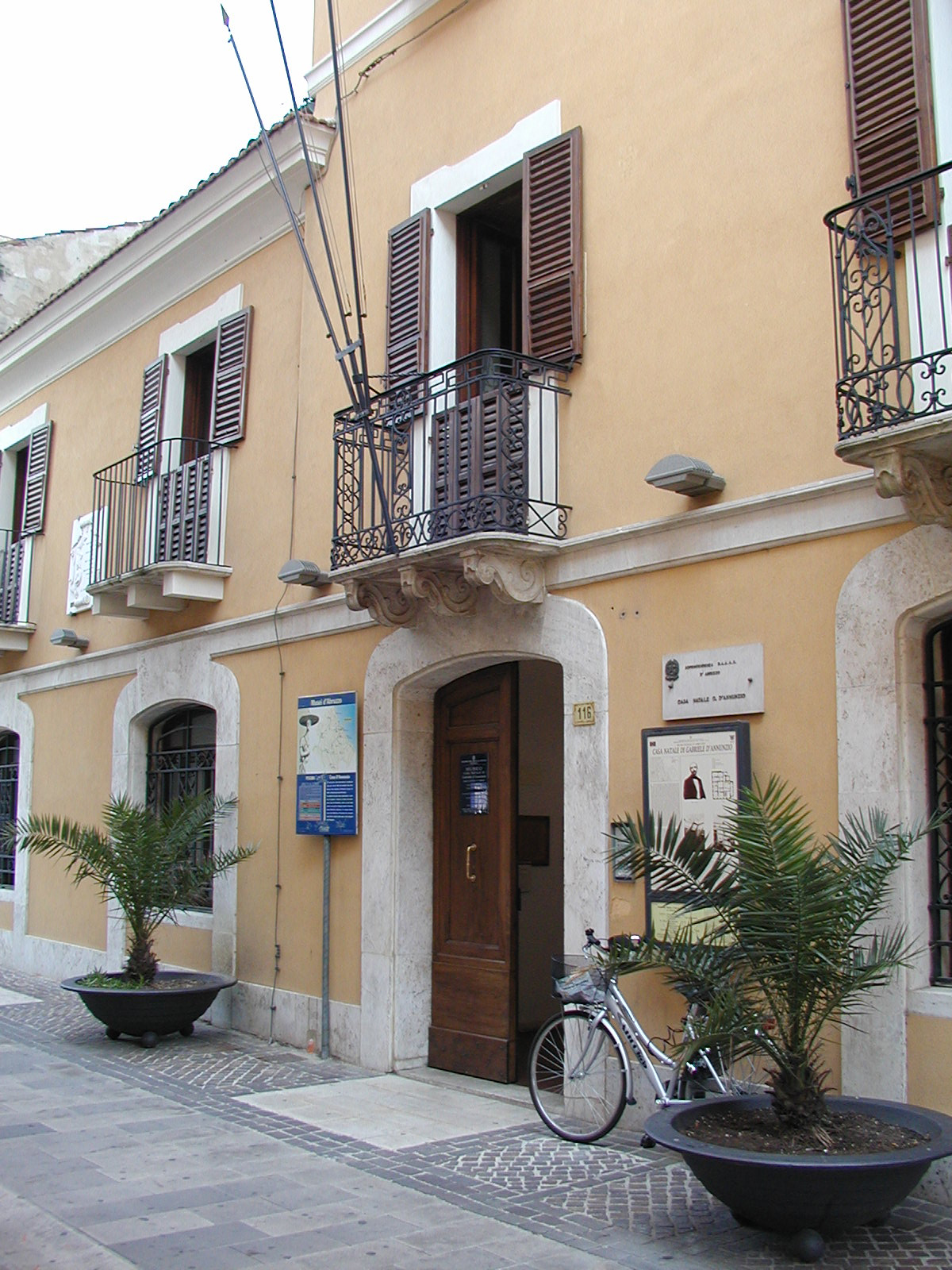
منزل الشاعر غابرييلي دانونسيو

في عام 1814، انتفضت كاربونيريا بسكارا على جواكينو مورات.و هناك في 15 مايو 1815، وقع الملك على واحد من أول دساتير الإحياء الإيطالي. في السنوات التالية أصبحت بسكارا رمزا لعودة آل بوربون العنيفة لأن بها أحد أعتى سجون بوربون. بعد الفيضانات المدمرة في عام 1853، حرر مساعد جوزيبي غاريبالدي وهو كليمنتي دي تشيزاريس بسكارا في عام 1860. بعد سبع سنوات فككت القلعة.
في السنوات التالية أصبحت بسكارا أكبر مدينة إقليم أبروتسو. المدينة الجديدة تلقى ضربة موجعة خلال الحرب العالمية الثانية وأعيد بناؤها على نطاق واسع، وأصبحت واحدة من «أحدث» مدن في إيطاليا.
تم تجديد منزل الشاعر غابرييلي دانونسيو خلال الثلاثينات من القرن العشرين، وأصبح الآن مفتوحا للجمهور.

## مدن شقيقة
- مونتيشياري